# Mildred Rebstock
Mildred Catherine Rebstock (Elkhart, 29 de noviembre de 1919-Ann Arbor, 17 de febrero de 2011) fue una química farmacéutica estadounidense. Ella y su equipo fueron los primeros en sintetizar completamente la cloromicetina, también conocida como cloranfenicol. Esta fue la primera instancia de un antibiótico completamente sintetizado.

## Primeros años y la educación
Mildred Catherine Rebstock era hija de Redna y Adolph Rebstock. Nació el 29 de noviembre de 1919 en Elkhart, Indiana. En 1938 se graduó de la escuela secundaria de Elkhart, y luego continuó su educación en el North Central College. Durante su estancia en North Central  mantuvo un promedio de notas impecable mientras estudiaba con los profesores I.A. Koten y Harold Eigenbrodt de química y zoología respectivamente. Fue con estos dos profesores con los que encontró la inspiración para solicitar a su alma mater, la Universidad de Illinois en Urbana-Champaign, un doctorado después de graduarse en North Central con una licenciatura en 1942. Con su impecable promedio de notas y su pasión por las ciencias, recibió una beca completa para investigar el ácido ascórbico mientras estudiaba en la universidad. Obtuvo su maestría en 1943 y su doctorado en 1945.

## Carrera profesional
Rebstock fue contratada en los Laboratorios de Investigación Parke-Davis de 1945 a 1977 como química de investigación junior y más tarde fue ascendida a líder de la investigación en 1959. En esa época ella y su equipo estaban investigando un antibiótico recién descubierto, la estreptomicina, descubierto por primera vez por Albert Schatz. El equipo Rebstock de Parke-Davis estaba formado por John Controulis, Harry Crooks y Quentin Bartz, que descubrieron que se podía lograr una mayor estabilidad química mediante la hidrogenación catalítica de la estreptomicina, y este nuevo compuesto se denominó dihidroestreptomicina. Este hallazgo fue hecho simultáneamente por un equipo de Merck & Co. Aunque el uso de este antibiótico en humanos ha cesado, todavía se utiliza en medicina veterinaria.
Poco después de su trabajo con la dihidroestreptomicina, se le encargó la tarea de sintetizar un nuevo antibiótico encontrado por John Ehrlich en un cultivo de Streptomyces venezuela. La molécula de este antibiótico era mucho más simple que las de los antibióticos anteriores, lo que hizo la tarea de Rebstock más fácil. Se descubrió que el componente clave de esta molécula era un anillo de nitrobenceno, algo con lo que el laboratorio ya había tenido experiencia previa. Rebstock había encontrado una manera de sintetizar completamente este antibiótico alrededor de noviembre de 1947. Este fue un caso raro en el que la sintetización de una molécula era más rentable que la fermentación a través de procesos orgánicos. El equipo publicó su trabajo en 1949. Debido a la disponibilidad de la cloromicetina después del trabajo de Rebstock, se utilizó abundantemente para tratar la fiebre de las Montañas Rocosas y la fiebre tifoidea, y todavía se utiliza hoy en día como segunda opción para casos extremos de meningitis, cólera y otras enfermedades bacterianas infecciosas. Desde su descubrimiento, la cloromicetina se ha relacionado con un mayor riesgo de anemia aplástica mortal, lo que ha llevado a una disminución de su uso en los seres humanos en los Estados Unidos. Aunque ha caído en desgracia en las naciones desarrolladas, sigue siendo un antibiótico vital que se usa abundantemente en las naciones en desarrollo. Por eso está en la Lista de Medicamentos Esenciales de la Organización Mundial de la Salud, las medicinas más seguras y efectivas que se necesitan en un sistema de salud.
Debido a su innovadora investigación, la revista Time le dedicó un artículo en 1949, señalando que «el logro se debió al trabajo en equipo. Pero gran parte del crédito es para la bella Dra. Mildred Rebstock, una química investigadora de 28 años».
Rebstock abogó por las mujeres en la investigación científica durante una entrevista con los Archivos del Instituto Smithsoniano, declaró que, de todos los investigadores en su campo, sólo alrededor del tres por ciento eran mujeres, pero que seguiría teniendo esperanzas para el futuro. En 1950, Rebstock fue premiada como la "Mujer de Ciencia del Año" por la organización Women's National Press Club de Washington D. C., y el premio le fue entregado por el presidente Truman.
Rebstock continuó sus investigaciones farmacéuticas durante el resto de su carrera y dedicó la última parte de la misma a investigar las medicinas para la fertilidad y la síntesis de los agentes de los lípidos sanguíneos. Murió en el Hospital St. Joseph Mercy en Ann Arbour, el 17 de febrero de 2011.